# Nagia dentiscripta
Nagia dentiscripta är en fjärilsart som beskrevs av Louis Beethoven Prout 1921. Nagia dentiscripta ingår i släktet Nagia och familjen nattflyn. Inga underarter finns listade i Catalogue of Life.